# 1478
1478 (MCDLXXVIII) je bilo navadno leto, ki se je po julijanskem koledarju začelo na četrtek.

## Dogodki
- 9. julij - Višnja gora dobi mestne pravice

Neznan datum
- podpisan olimouški mir
- Koroški kmečki upor

## Rojstva
Neznan datum
- Girolamo Fracastoro, italijanski učenjak, književnik, zdravnik, pesnik, astronom, geolog († 1553)
- Hajredin Barbarosa, veliki admiral osmanske flote († 1546)

## Smrti
- 6. januar - Uzun Hasan, šahanšah dinastije  Ak Kojunlu (* 1423)